# School en Werktuinen
School en Werktuinen zijn organisaties die kinderen gelegenheid bieden om eigen groenten en bloemen te verbouwen. Naast verenigingen waren er ook werkgevers die voor de arbeiderskinderen werktuinen lieten aanleggen.

## Heimans en Thijsse
De eerste schooltuinverenigingen ontstonden, net als volkstuinverenigingen, in de eerste helft van de twintigste eeuw. In het buitenland waren dergelijke tuinen al langer bekend. Initiatiefnemers waren naast onderwijzers vaak dames van goede komaf. De oprichters waren beïnvloed geraakt door het werk van de onderwijzers Heimans en Thijsse, die de belangstelling voor alles wat leefde, groeide en bloeide aanwakkerden. Naast de Oranjebond van Orde en de Koninklijke Maatschappij voor Tuinbouw en Plantkunde (KMTP) werden ook initiatieven genomen door verenigingen als de Nederlandse Heidemaatschappij, de Nederlandsche Padvindersbond en de ANWB. Op 21 februari 1918 werd de Centrale Vereeniging voor School- en Werktuinen opgericht.
Ook een aantal steden nam vanaf 1920 het voortouw. Het leren telen van groente voor eigen voedselvoorziening was daarbij een belangrijke beweegreden. Ook de voedselschaarste tijdens en na de Eerste Wereldoorlog gaf een impuls. Tot de oudste school en werktuinen behoren:
- Amsterdam: schooltuin H.C. Vink, park Frankendael (1922) met een kas en een kleine kinderboerderij.[4]
- Arnhem: vereniging Het Boompje (1915)[5]
- Den Haag: Centrale vereniging voor school en werktuinen en boomplantdagen (1933)
- Haarlem (1924)[6][7]
- Laren bij de Humanitaire School[8]
- Leiden: Vereeniging School- en Werktuinen, eerst aan de Fruinlaan, later aan de Marnixstraat. (1926)[9]
- Middelburg[10]
- Soest bij het Van der Huchtonderwijs[11]
- Zaandam: Vereeniging voor School- en Werktuinen aan de Ringweg.[12][13]
- Zwolle: Vreugdenheim (1928)[14]

In Baarn werd de aanzet tot oprichting in 1924 gegeven door de Nederlandse Kinderbond, met medewerking van de Tucht-Unie en de Nederlandse Heidemaatschappij. Tot de Baarnse oprichters behoorde zuster Poelman, de villabewoonster van Quatre Bras die in een zaaltje aan de Leestraat werkte voor De Kinderbond. De gemeente Baarn gaf een startsubsidie van 1500 gulden. 
De tuintjes lagen eerst aan de Kerkstraat, tegenwoordig aan de Geerenweg. Er werd begonnen met 300 tuintjes, met op het aansluitende terrein 50 grotere tuintjes voor de "rijpere jeugd" die al eerder een tuintje had gehad. Dit laatste terrein was omsloten door een hoge muur die beschutting bood. Kinderen vanaf 10 jaar konden er na schooltijd terecht en betaalden 15 cent per week voor 30 m². De tuintjes waren toegankelijk vanaf zes uur 's avonds. Er werd begonnen met een algemene les of werkafspraken waarbij theorie en praktijk samengingen. Tot de evenementen behoorde een jaarlijkse optocht in september met praalwagens, versierde fietsen en andere vervoermiddelen. Ook werden er boomplantdagen en tentoonstellingen gehouden. Het aantal leerlingen steeg tussen 1924-1928 van 93 tot 171. Het terrein had bij de oprichting een oppervlakte van 1736 m², 1259 voor tuintjes en de rest voor borders en paden. De oppervlakte groeide in de jaren erna van 3420 m² (1928) tot 5430 m² in 1956.
In 1959 werd de vereniging omgezet in de Stichting School- en werktuinen met 270 tuintjes in haar beheer. Toen in 1992 natuur- en milieueducatie een verplicht onderdeel van het basisonderwijs werd, ontstonden ook andere vormen van schooltuinwerk. Op 2 mei 2006 werd de Baarnse Stichting School- en Werktuinen omgezet in de Stichting Natuur en Milieu Centrum Baarn. De gemeente Baarn droeg op 31 januari 2007 de verantwoordelijkheid volledig over op de stichting.
Over de periode 1924-1956 verscheen in 2009 een boek. In deze periode werkte Carel Gustaaf Werner als directeur. Werner werkte naast zijn directeurschap in de botanische tuin Cantonspark.